# 25×59 мм

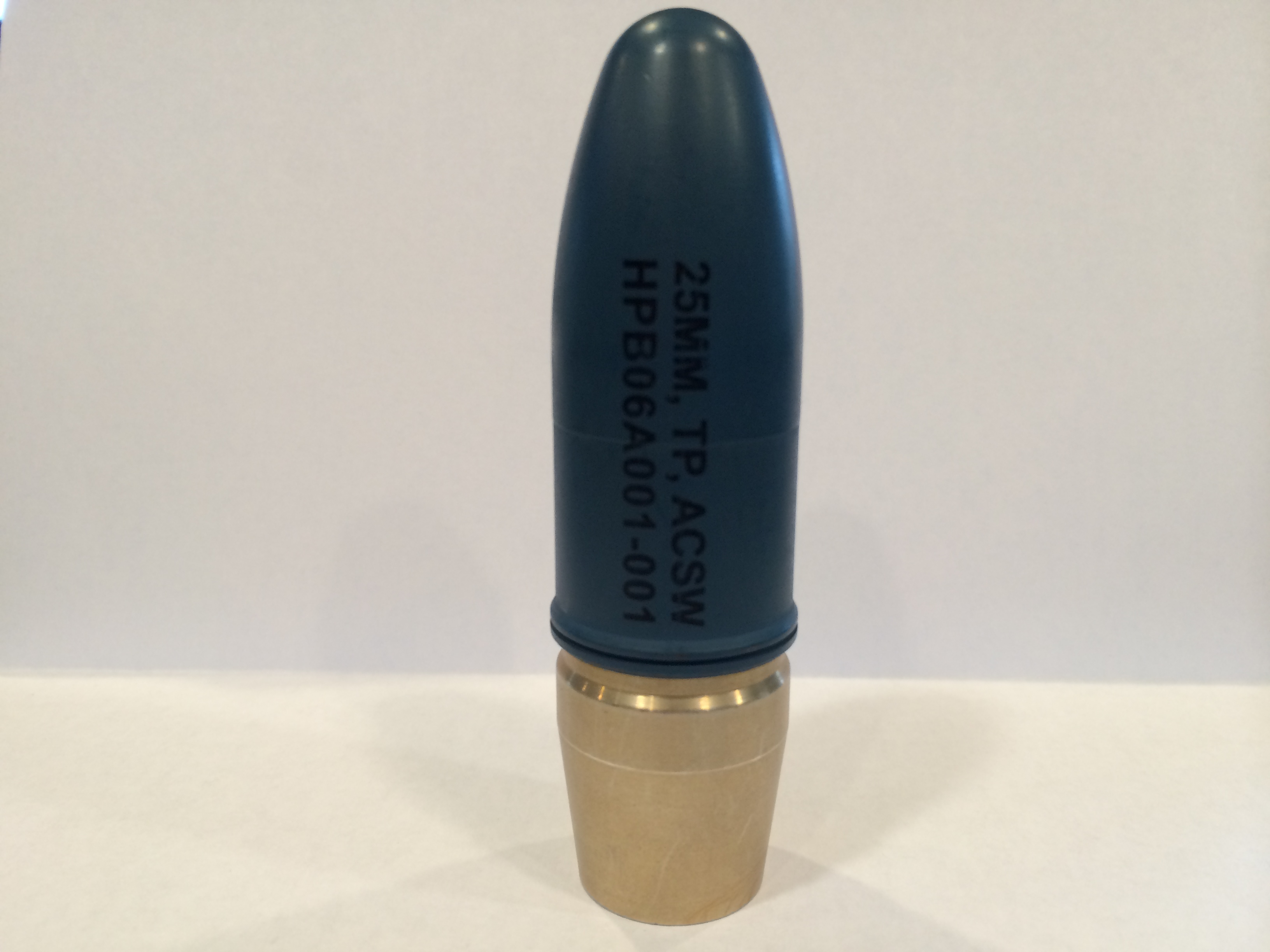
Общий вид практической гранаты (Training Practice), патрон 25×59 мм

Гранатомётный выстрел 25×59 мм разработан американской компанией Primex Technologies (в настоящее время General Dynamics Ordnance and Tactical Systems) для станкового гранатомёта Objective Crew Served Weapon (OCSW), также известного под обозначением  XM307, и для снайперской системы Objective Sniper Weapon (OSW), другое обозначение системы - XM109. Планировалось комплектовать выстрелы этого калибра ударным или дистанционным взрывателями, последний предназначался для подрыва гранаты в воздухе. Несмотря на то, что обе системы XM307 и XM109 вместе выстрелами были доведены до серийного производства, их закупки не проводились.

## История разработки
После опубликования в 1995 году технического задания на систему OCSW последовала разработка боеприпасов. Требованиями задания устанавливалось, что темп стрельбы 25-мм боеприпасами должен составлять не менее 250 выстр/мин., эффективная дальность стрельбы 2000 м.
Разработка оружия и лафета были поручены компании General Dynamics Armament and Technical Products.
Компания Primex Technologies отвечала в основном за разработку и производство 25-мм боеприпасов. Компания Kaman Dayron разработала взрыватели гранат. Заданные параметры системы были достигнуты к 2004 году. 
В 2004 году после того, как МО США выразило сомнение в эффективности 20-мм гранаты XM1018 программа OICW была разделена две отдельные программы - создания нового 5,56-мм автомата XM8 и 25-мм многозарядного полуавтоматического ручного гранатомёта XM-25. 
XM25 использует те же выстрелы 25 × 59 мм, но с укороченной гильзой, гранатой меньшей длины (75 мм вместо 90 мм) и массы, дульная скорость составляет 210 м/с. Для отличия этих выстрелов между собой, выстрелы ручного гранатомёта XM25 были классифицированы как 25 × 40 мм. В июле 2007 года компания 
Alliant Techsystems (ATK), располагающая опытом проектирования и изготовления 20-мм выстрелов OICW, также подключилась к разработке 25-мм выстрелов XM25. Гранаты обоих выстрелов унифицированы по конструктивным элементам на 90%. Дистанционный взрыватель гранат 25 × 40 мм имеет аналогичную, то есть построенную на тех же принципах, но не идентичную конструкцию.

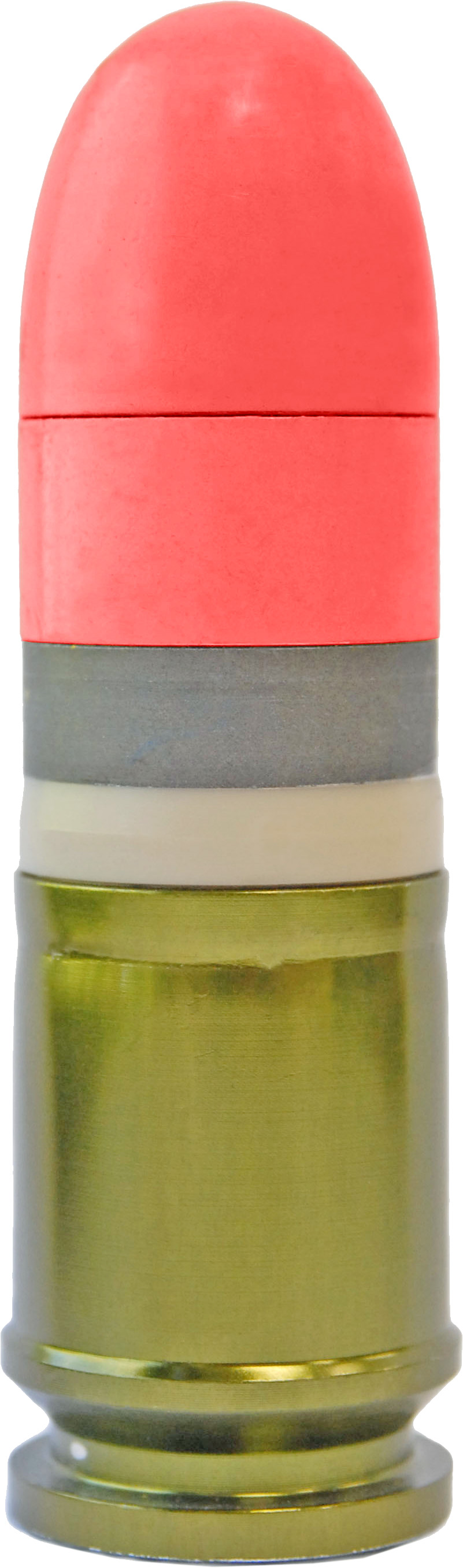
Выстрел 25×40 мм с кумулятивно-осколочной гранатой XM1049.

## Принципы проектирования выстрелов воздушного подрыва компании ATK
Ключевые особенности:
- Индуктивная установка взрывателя в тракте питания;
- Использование магнитоэлектрического генератора в качестве источника питания;
- Для начала его работы необходимы высокие перегрузки
- Взведение огневой цепи и подрыв гранаты осуществляются исключительно за счёт энергии магнитоэлектрического генератора;
- Подсчёт датчиком числа оборотов, совершаемых гранатой на траектории;
- Взрыватель должен обеспечить сохранение накопленного числа оборотов;
- На дистанциях менее 2,5 км подсчёт числа оборотов в меньшей степени зависит от разброса начальной скорости, чем отработка взрывателем заданного времени.

### 25×40 мм выстрел HEAB

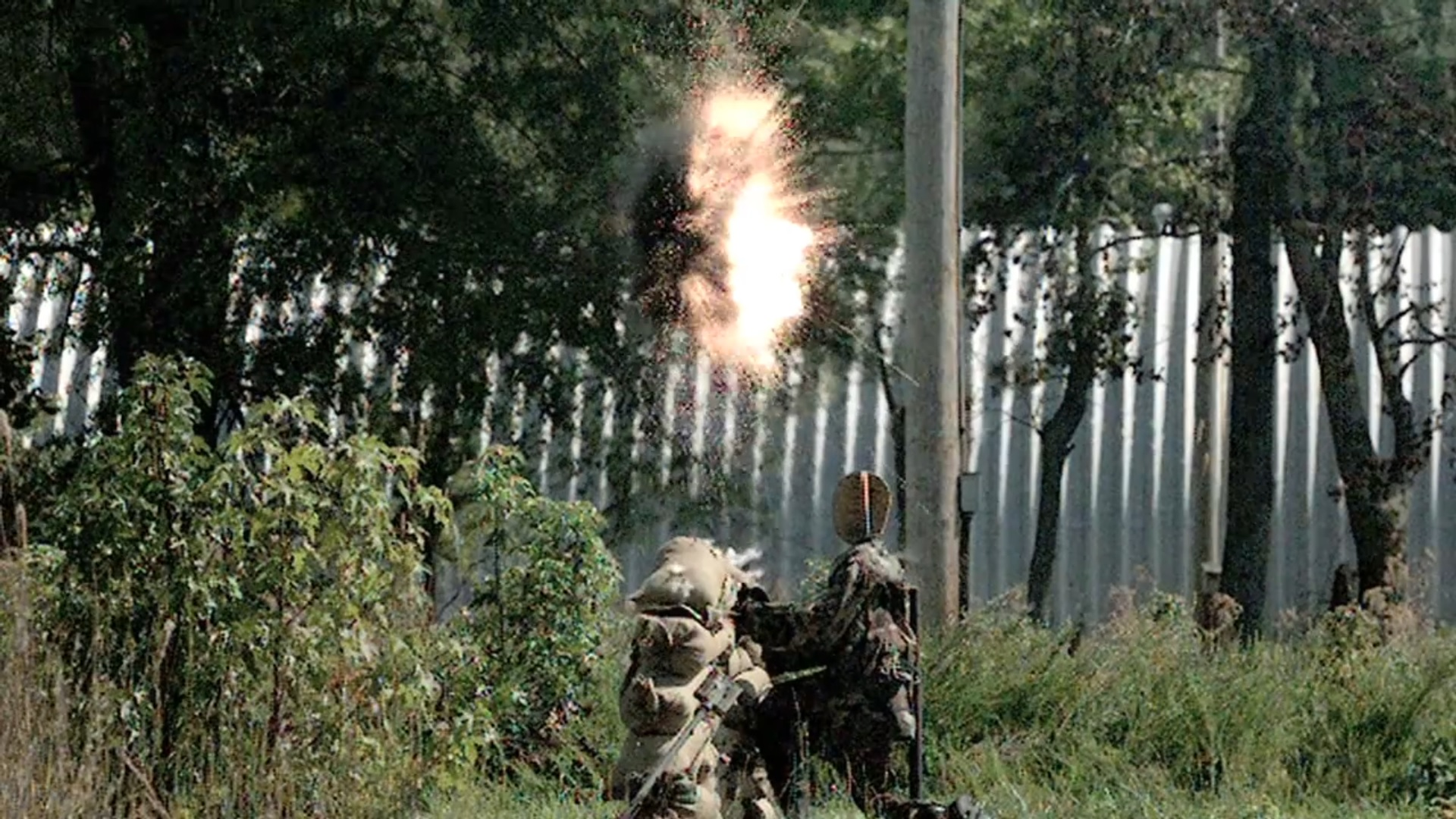
Дистанционный подрыв осколочной гранаты HEAB гранатомёта XM25.

Фото разрезного макета выстрела 25mm IAWS представлено в работе. IAWS в обозначении выстрела означает Individual Air Burst System (XM25). Фото элементов унифицированного электро-механического взрывателя воздушного подрыва представлено в работе. 
25-мм граната сохранила общую компоновку 20-мм гранаты XM1018: две боевые части в передней и задней частях корпуса, механизм подрыва занимает центральную часть гранаты. Назначение двух боевых частей - максимальное увеличение площади осколочного поражения при подрыве в воздухе. Боевые части со стальным корпусом заданного дробления (внутренняя накатка). Снаряжение боевых частей - состав LX-14, состоящий из октогена (95,5 %), ПТП-полиуретана и связующего (4,5 %). При подрыве гранаты образуется "несколько сотен" осколков, основная доля которых имеет массу 0,1-0,2 г.
При подрыве гранаты HEAB убойный радиус осколочного поражения 6 м. Осколки должны поражать живую силу в БЗК PASGT, состоящего из бронежилета и шлема. 
В гранате отсутствует батарея, как источник питания электронных цепей. Наличие независимого резервного источника питания. Предохранительно-исполнительный механизм (англ. safe and arm) механического типа.
Новый электронный модуль состоит из трёх печатных плат, расположенных в гранате по высоте друг над другом этажеркой, и соединённых между собой. Программирование взрывателя осуществляется программатором СУО через контактные поверхности на внешней стороне корпуса гранаты. Для повышения надёжности предусмотрена возможность двустороннего обмена данными. При этом возможно перепрограммирование взрывателя гранаты на случай, если дальномер СУО переведён на другую цель. Источником питания электроники служит бортовой конденсатор, заряжаемый контактным способом. Контактный взрыватель ударного действия выполнен независимым от электронного модуля и обеспечивает подрыв гранаты при ударе на безопасных дальностях стрельбы более 50 м.

### Сноски
1. ↑  При разработке 25-мм осколочного боеприпаса решение задачи поражения живой цели в бронежилете, по-видимому, достигается формированием / действием осколочного поля достаточной плотности по периферийным частям тела, вместо прямого воздействия на броню.